# 高山幸代
高山 幸代（たかやま さちよ、1969年9月14日 - ）は、札幌テレビ放送（STV）のアナウンサー。

## 来歴
北海道札幌市東区出身。
藤女子短期大学卒業後、1990年に入社。
同局がアナログ放送を行っていた頃には、アナウンス業務と並行してデジタル宣隊★アナレンジャー（北海道地区における地上デジタル放送推進大使ユニット）のメンバーも務めていた。

## 人物
4歳のときからクラシックバレエを習っており、社会人になってからも続けている。
2011年に長女をもうける。
2017年6月に開催された「ドキドキFOODパーク 2017」では様似町の“迷菓”尻餅とコラボレーションし、高山の尻をイメージした「尻ツン餅」が数量限定で販売された。
北海道でタレント活動をしている箕輪直人はいとこ。シンガーソングライターの大黒摩季は中学・高校時代の同級生である。
2025年7月1日付けで通販事業部専門部長への異動が発表された

## 担当番組

### テレビ番組
- 日高晤郎のスーパーサンデー - 3代目アシスタント
- 朝6生ワイド - 木曜・金曜キャスター（1991年10月 - 1995年3月）、キャスター[3]（1996年4月 - 2004年3月）
- どさんこワイド212 → どさんこワイド180 - キャスター[3]（2004年4月 - 2006年9月29日）
- D（どさんこ）スポーツ
- D!アンビシャス
- 我が家に地デジがやってきた（2006年6月1日、NHKと民放5社（HBC、STV、HTB、UHB、TVH）共同制作）[4]
- どさんこワイドひる - ニュースコーナー担当（不定期）
- OA終わった?
- 札幌テレビショッピング どさんこ市場
- 1×8いこうよ!（2021年6月27日 - ）
- STVニュース（不定期）

### ラジオ番組
- 加納典明の七転八倒 - アシスタント
- 日高塾ごねんゴクミ
- 喜瀬と幸代 あおぞら歌謡曲
- 土曜プラザ朝一番
- 千ちゃんの幸せラジオドーム（2006年10月 - 2007年9月）
- STVファイターズスタジアム - 札幌ドームでの北海道日本ハムファイターズ戦ベンチリポーター（2007年）
- オハヨー!ほっかいどう
- 熱血!ファイターズスタジアム（2007年）
- ときめきワイド・みのや雅彦の午後もトコトン → みのや雅彦のときめきワイド → みのやと幸代のときめきワイド（2007年10月 - 2011年9月）
- どさんこラジオ - パーソナリティ（2013年4月 - 2015年3月）
- 工藤じゅんきの十人十色 - パーソナリティ（2013年4月 - 2015年3月）
- ほっかいどう百年物語 - ナビゲーター
- まるごと!エンタメ〜ション - 月曜・火曜・水曜パーソナリティ（2017年2月27日 - 2020年9月）
- STVニュース（不定期）
- 明石のいんでしょ大作戦!（2020年11月7日 - 2021年3月20日）
- まるごと!エンタメ〜ション
  - ようじのぢかん 12月第1週（2022年12月5日 - 2022年12月9日）
  - ようじのぢかん 5月第5週（2023年5月29日 - 6月2日）
- 午後のSラジ （仮）→COCONO Sラジ - 金曜パーソナリティ（2023年10月6日 - 2025年3月28日）